# Modrý Kameň
Modrý Kameň es un municipio situado en el distrito de Veľký Krtíš, en la región de Banská Bystrica, Eslovaquia. Tiene una población estimada, en enero de 2025, de 1630 habitantes.
Está ubicado en la cuenca hidrográfica del río Ipoly —un afluente izquierdo del Danubio— y cerca de la frontera con Hungría.

## Demografía
| Año        | 1994 | 2004    | 2014     | 2024    |
| ---------- | ---- | ------- | -------- | ------- |
| Población  | 1437 | 1459    | 1615     | 1630    |
| Diferencia |      | +1,53 % | +10,69 % | +0,92 % |

| Año        | 2023 | 2024    |
| ---------- | ---- | ------- |
| Población  | 1659 | 1630    |
| Diferencia |      | −1,74 % |